# Englische Fußballnationalmannschaft/Weltmeisterschaften
Der Artikel beinhaltet eine ausführliche Darstellung der englischen Fußballnationalmannschaft der Männer bei Weltmeisterschaften. England wurde bisher einmal Weltmeister und ist die einzige Mannschaft, die nur im eigenen Land Weltmeister werden konnte. Danach reichte es nur noch zu zwei vierten Plätzen.

## Übersicht
| Jahr | Gastgeberland  | Teilnahme bis …    | Letzte(r) Gegner             | Ergebnis    | Trainer             | Bemerkungen und Besonderheiten |
| ---- | -------------- | ------------------ | ---------------------------- | ----------- | ------------------- | --- |
| 1930 | Uruguay        | nicht teilgenommen |                              |             |                     | |
| 1934 | Italien        | nicht teilgenommen |                              |             |                     | |
| 1938 | Frankreich     | nicht teilgenommen |                              |             |                     | |
| 1950 | Brasilien      | Vorrunde           | Spanien, Chile, USA          | 8.          | Walter Winterbottom | |
| 1954 | Schweiz        | Viertelfinale      | Uruguay                      | 6.          | Walter Winterbottom | |
| 1958 | Schweden       | Vorrunde           | Brasilien, UdSSR, Österreich | 11.         | Walter Winterbottom | ausgeschieden im Entscheidungsspiel gegen die UdSSR |
| 1962 | Chile          | Viertelfinale      | Brasilien                    | 8.          | Walter Winterbottom | ausgeschieden gegen den späteren Weltmeister |
| 1966 | England        | Finale             | Deutschland                  | Weltmeister | Alf Ramsey          | einziger WM-Titel; Wembley-Tor |
| 1970 | Mexiko         | Viertelfinale      | Deutschland                  | 8.          | Alf Ramsey          | ausgeschieden in der Verlängerung |
| 1974 | Deutschland    | nicht qualifiziert |                              |             |                     | in der Qualifikation an Polen gescheitert |
| 1978 | Argentinien    | nicht qualifiziert |                              |             |                     | in der Qualifikation an Italien gescheitert |
| 1982 | Spanien        | Zwischenrunde      | Deutschland, Spanien         | 6.          | Ron Greenwood       | ausgeschieden ohne Niederlage |
| 1986 | Mexiko         | Viertelfinale      | Argentinien                  | 8.          | Bobby Robson        | ausgeschieden gegen den späteren Weltmeister, u. a. durch Handtor Diego Maradonas („Hand Gottes“); Gary Lineker Torschützenkönig |
| 1990 | Italien        | Spiel um Platz 3   | Italien                      | Vierter     | Bobby Robson        | Halbfinalniederlage im Elfmeterschießen gegen den späteren Weltmeister Deutschland |
| 1994 | USA            | nicht qualifiziert |                              |             |                     | in der Qualifikation an den Niederlanden und Norwegen gescheitert |
| 1998 | Frankreich     | Achtelfinale       | Argentinien                  | 9.          | Glenn Hoddle        | ausgeschieden im Elfmeterschießen |
| 2002 | Südkorea/Japan | Viertelfinale      | Brasilien                    | 6.          | Sven-Göran Eriksson | ausgeschieden gegen den späteren Weltmeister |
| 2006 | Deutschland    | Viertelfinale      | Portugal                     | 7.          | Sven-Göran Eriksson | ausgeschieden im Elfmeterschießen |
| 2010 | Südafrika      | Achtelfinale       | Deutschland                  | 13.         | Fabio Capello       | Englands höchste WM-Niederlage beim 1:4 gegen Deutschland „Wembley-Reloaded“ |
| 2014 | Brasilien      | Vorrunde           | Italien, Uruguay, Costa Rica | 26.         | Roy Hodgson         | erstes WM-Vorrundenaus seit 56 Jahren |
| 2018 | Russland       | Spiel um Platz 3   | Belgien                      | Vierter     | Gareth Southgate    | In der Qualifikation setzte sich England gegen die Slowakei, Schottland, Slowenien, Litauen und Malta durch. Im Achtelfinale gegen Kolumbien erster Sieg Englands im Elfmeterschießen bei einer WM.                                                                                      |
| 2022 | Katar          | Viertelfinale      | Frankreich                   | 6.          | Gareth Southgate    | In der Qualifikation waren Polen, Ungarn, Albanien, Andorra und San Marino die Gegner. Bei der Endrunde trafen die Engländer in der Vorrunde auf den Iran, die USA und Wales. In der K.-o.-Runde wurde zunächst der Senegal besiegt und dann gegen Titelverteidiger Frankreich verloren. |

Statistik (Angaben inkl. 2022: 22 Weltmeisterschaften; Prozentangaben sind gerundet)

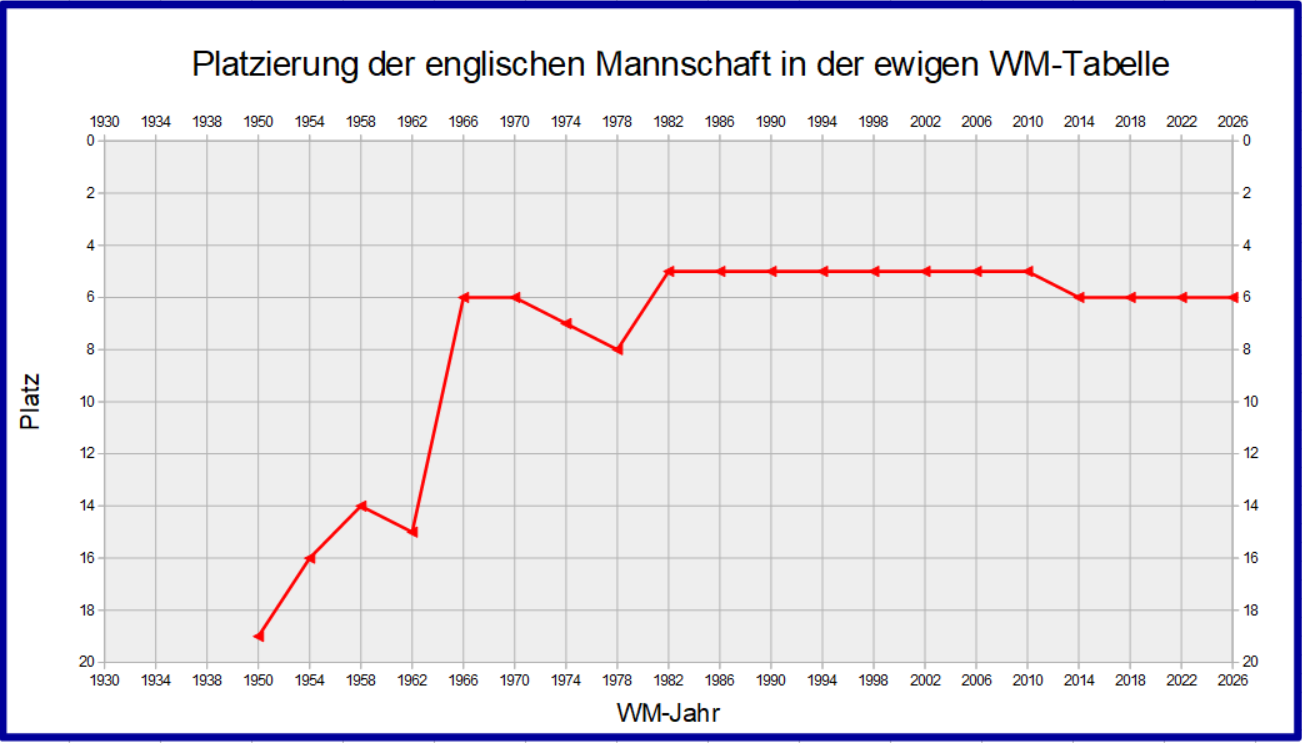
Platzierung der englischen Mannschaft in der ewigen WM-Tabelle

- Teilnahmeverzicht: dreimal (13,6 %; 1930, 1934 und 1938)
- Nicht qualifiziert: dreimal (13,6 %; 1974, 1978, 1994)
- Sportliche Qualifikation (inkl. als Titelverteidiger): fünfzehnmal (71 % bzw. 88 % der Versuche)
- Teilnahme ohne Qualifikation als Gastgeber: einmal (4,5 %; 1966)
  - Vorrunde: dreimal (13,6 %; 1950, 1958, 2014)
  - Achtelfinale: zweimal (9,1 %; 1998 und 2010)
  - Zwischenrunde mit 12 Teilnehmern: einmal (4,5 %; 1982)
  - Viertelfinale: siebenmal (31,8 %; 1954, 1962, 1970, 1986, 2002, 2006 und 2022)
  - Halbfinale: zweimal (9,1 %; 1990 und 2018)
    - 4. Platz: zweimal (9,1 %; 1990 und 2018)

  - Finale: einmal (4,5 %; 1966)
    - Weltmeister: einmal (4,5 %; 1966)

Häufigster letzter Gegner: Deutschland (dreimal, davon nur einmal gewonnen)

## WM-Turniere

### 1930 in Uruguay bis 1938 in Frankreich
In der Zeit vor dem Zweiten Weltkrieg waren die britischen Fußballverbände noch nicht damit einverstanden, dass Profi-Spieler an Fußball-Weltmeisterschaften teilnehmen. Die englische Nationalmannschaft nahm deshalb weder an der WM 1930 noch an den Qualifikationswettbewerben für die WM-Endrunden 1934 und 1938 teil.

### 1950 in Brasilien
Die englische Mannschaft hatte sich durch den Sieg bei den British Home Championships für die Endrunde in Brasilien qualifiziert und hatte seit 1946 mit Walter Winterbottom erstmals einen hauptamtlichen Nationaltrainer. Mit einem 2:0 gegen Chile startete England in die WM, verlor dann aber gegen eine Amateurmannschaft aus den USA mit 0:1 und durch das folgende 0:1 gegen Spanien war das Vorrundenaus besiegelt.

### 1954 in der Schweiz
Wieder waren die British Home Championship 1953/54 gleichzeitig die Qualifikation für die WM-Endrunde und England setzte sich mit drei Siegen gegen die anderen britischen Mannschaften durch. In der Schweiz wurde die englische Mannschaft in eine Gruppe mit Gastgeber Schweiz und Ex-Weltmeister Italien sowie Belgien gelost. Da England und Italien aber aufgrund des einmaligen Modus gesetzt waren, mussten sie nicht gegeneinander spielen. Der Modus verlangte auch, dass bei einem Unentschieden nach regulärer Spielzeit eine Verlängerung folgte. So musste England nach einem 3:3 gegen Belgien eine Verlängerung bestreiten, in der beiden noch ein Tor gelang. Das 4:4 n. V. ist eines der Unentschieden mit den meisten Toren. Gegen die Schweiz konnte England dann mit 2:0 gewinnen und ins Viertelfinale einziehen. Dort traf der selbst erklärte Weltmeister auf Titelverteidiger Uruguay und verlor mit 2:4, wobei dem englischen Torhüter Gil Merrick einige Fehler unterliefen, womit er eine unrühmliche Tradition englischer Torhüter begründete.

### 1958 in Schweden
Erstmals trat England in der Qualifikation gegen andere europäische Mannschaften an und setzte sich gegen Irland und Dänemark mit drei Siegen und einem Remis durch. Vier Monate vor der WM kamen durch den Absturz des British-European-Airways-Flug 609 u. a. die Nationalspieler Roger Byrne, Duncan Edwards, David Pegg und Tommy Taylor ums Leben, Mitglieder des englischen Meisters Manchester United. Bei der Endrunde, für die sich bis heute zum einzigen Mal auch die anderen britischen Mannschaften qualifiziert hatten, und jede in eine andere Gruppe gelost wurde, traf England auf die Sowjetunion (2:2), Brasilien (0:0) und den WM-Dritten Österreich (2:2). Da nach Abschluss der Gruppenphase die Sowjetunion und England beide 4:4 Tore und 3:3 Punkte hatten, gab es ein Entscheidungsspiel um den zweiten Platz, das die Engländer mit 0:1 verloren und damit ausschieden. Der einzige Erfolg für die Engländer war somit, dass sie als einzige Mannschaft gegen den späteren Weltmeister Brasilien nicht verloren und dabei ohne Gegentor blieben.

### 1962 in Chile
Für die dritte WM in Südamerika qualifizierte sich England durch drei Siege und ein Remis gegen Portugal und Luxemburg und wurde in eine Gruppe mit Ungarn (1:2), Argentinien (3:1) und Bulgarien (0:0) gelost. Als Zweiter hinter Ungarn erreichte die Mannschaft das Viertelfinale und traf dort auf Titelverteidiger Brasilien. Mit dem 1:3 endete die Amtszeit von Walter Winterbottom, der England zu vier WM-Endrunden geführt hatte. Ab Mai 1963 war dann Alf Ramsey Nationaltrainer.

### 1966 in England

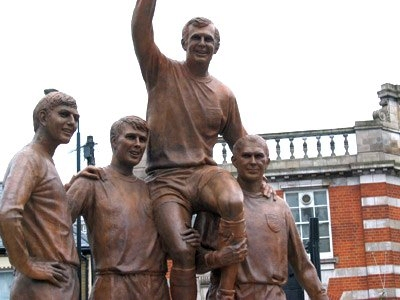
Die 4 Tonnen schwere Champions Statue in West Ham der vier bei West Ham United spielenden Weltmeister Moore, auf den Schultern von Hurst und Ray Wilson sitzend, sowie Peters

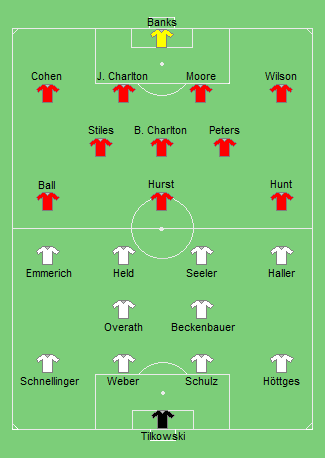
Finalaufstellungen

1966 nutzte England den Heimvorteil und wurde unter Alf Ramsey zum bisher einzigen Mal Weltmeister. Dabei spielte England alle sechs Spiele nur in einem Stadion, dem Wembley-Stadion in London, was nachher keinem Gastgeber mehr vergönnt war. Nach einem 0:0 im Eröffnungsspiel gegen Ex-Weltmeister Uruguay, mit dem eine Serie von vier torlosen Eröffnungsspielen begann, wurden Frankreich und Mexiko mit 2:0 besiegt. Im Viertelfinale wurde dann mit dem 1:0 gegen Argentinien das erste Kapitel der englisch-argentinischen Rivalität geschrieben als in einem sehr harten Spiel der Argentinier Antonio Rattín vom deutschen Schiedsrichter Rudolf Kreitlein vom Platz gestellt wurde. Es folgte ein 2:1 im Halbfinale gegen Portugal, bei dem England das erste Gegentor hinnehmen musste. Für Torhüter Gordon Banks war es das erste Gegentor nach 721 Minuten, was bis heute noch englischer Torhüterrekord ist. Anschließend gewann England dann das Finale gegen Ex-Weltmeister Deutschland, das insbesondere durch das Wembley-Tor in die Annalen einging mit 4:2 nach Verlängerung und damit zum siebten Mal in Folge gegen Deutschland.

### 1970 in Mexiko
Für die erste WM-Endrunde in Mittelamerika war England als Titelverteidiger automatisch qualifiziert und wurde in eine Gruppe mit Rumänien (1:0), Ex-Weltmeister Brasilien (0:1) und der Tschechoslowakei (1:0) gelost. Im Viertelfinale kam es erstmals zu einer Neuauflage des Finales der vorherigen WM und England ging gegen Deutschland durch Tore von Alan Mullery und Martin Peters mit 2:0 in Führung. Auch nachdem Franz Beckenbauer in der 70. Minute der Anschlusstreffer gelang, glaubte Alf Ramsey noch an den Erfolg und wechselte unmittelbar nach dem Anschlusstor Bobby Charlton aus, der mit seinem 106. Länderspiel Billy Wright als Weltrekordhalter abgelöst hatte. Uwe Seeler erzwang aber in der 81. Minute die Verlängerung, in der Gerd Müller der Siegtreffer zum 3:2 für Deutschland gelang. Für Charlton bedeutete das Aus im Viertelfinale das Ende seiner Nationalmannschaftskarriere, Alf Ramsey blieb dagegen im Amt und England sah sich für 12 Jahre in der Rolle des WM-Zuschauers.

### 1974 in Deutschland
Erstmals konnte England sich nicht für eine WM-Endrunde qualifizieren. In einer Gruppe mit Olympiasieger Polen und Wales musste England den Polen den Vortritt lassen. Nachdem gegen Wales im Heimspiel nur ein 1:1 gelang und das Hinspiel in Polen mit 0:2 verloren wurde, brauchte England im Heimspiel gegen Polen einen Sieg, während den Polen ein Remis genügte. In der ersten Halbzeit widerstand Polen den stürmischen Angriffen der Engländer, bei denen mit Martin Peters noch ein 66er-Weltmeister mitspielte, im ausverkauften Wembley-Stadion und ging dann selber durch einen Konter in der 57. Minute durch Jan Domarski in Führung. England gelang zwar sechs Minuten später durch einen von Allan Clarke verwandelten Elfmeter der Ausgleich, mehr ließen die Polen, insbesondere ihr Torhüter Jan Tomaszewski – der kurz zuvor von Brian Clough als Clown tituliert wurde – nicht zu. „It's all over“ wurde dies vom Kommentator des Spiels kommentiert. Polen konnte dann bei der Endrunde durch modernen Fußball überzeugen und Dritter werden. Alf Ramsey trat nach der verpassten Qualifikation zurück und nach einer Zeit, in der die Nationaltrainer 16 und 13 Jahre im Amt blieben, folgte eine Zeit in der kein Nationaltrainer länger als acht Jahre amtierte, was nur Bobby Robson gelang.

### 1978 in Argentinien
Auch für die vierte WM in Südamerika konnte England sich nicht qualifizieren. Diesmal scheiterte England an Italien, wobei bei gleicher Punktzahl drei weniger erzielte Tore den Ausschlag gaben, nachdem beide ihre Heimspiele gegeneinander mit 2:0 gewonnen hatten. Die anderen Gruppengegner Finnland und Luxemburg waren nur Punktelieferanten, aber die Höhe der Siege gegen beide letztlich entscheidend. Immerhin erhielt Ron Greenwood, der 1977 das Amt des Nationaltrainers übernommen hatte, eine zweite Chance.

### 1982 in Spanien
Erstmals wurde die europäische Qualifikation überwiegend in Fünfergruppen durchgeführt, wobei sich die beiden Gruppenbesten für die Endrunde qualifizierten. Greenwood konnte seine zweite Chance nutzen und England als Gruppenzweiten hinter Ungarn und vor Rumänien, der Schweiz und Norwegen nach Spanien bringen. Dort konnte England durch Siege gegen Frankreich (3:1), die Tschechoslowakei (2:0) und WM-Neuling Kuwait (1:0) die Zwischenrunde erreichen. Diese wurde erstmals und nur bei dieser WM in Dreiergruppen durchgeführt und im ersten Spiel trennten sich Deutschland und England torlos. Da Deutschland anschließend mit 2:1 gegen Spanien gewann, musste England gegen Spanien mit zwei Toren Unterschied gewinnen, wogegen Spanien keine Chance mehr auf den Gruppensieg hatte. Trotz zahlreicher Torchancen langte es gegen die aufopferungsvoll kämpfenden Spanier nur zu einem 0:0, womit England ungeschlagen ausschied. Nach der WM endete die Amtszeit von Ron Greenwood und Bobby Robson übernahm das Amt.

### 1986 in Mexiko
Für die zweite WM in Mexiko qualifizierte sich England durch vier Siege und vier Remis gegen Nordirland, das als Zweiter ebenfalls qualifiziert war, Rumänien, Finnland und die Türkei. In Mexiko verlor England das Auftaktspiel gegen Portugal mit 0:1, konnte beim 0:0 gegen Marokko auch kein Tor erzielen, aber mit dem 3:0 (erster der drei höchsten WM-Siege der Engländer) und einem lupenreinen Hattrick von Gary Lineker gegen Polen noch den zweiten Platz hinter den Marokkanern belegen. Mit weiteren drei Toren wurde dann Paraguay im Achtelfinale besiegt, ehe im Viertelfinale das zweite Kapitel der argentinisch-englischen Rivalität durch die Hand Gottes geschrieben wurde und England mit 1:2 ausschied. Immerhin wurde Lineker durch das Anschlusstor gegen Argentinien mit insgesamt sechs Toren als erster Engländer Torschützenkönig.

### 1990 in Italien
Mit drei Siegen und drei Remis sowie 10:0 Toren, aber nur als Gruppenzweiter hinter Schweden, qualifizierte sich England für die zweite WM in Italien. Dabei profitierten die Engländer von einer 1:3-Niederlage der Dänen am letzten Spieltag in Rumänien, wodurch Dänemark nur drittbester Gruppenzweiter der Vierergruppen wurde. Deutschland und England, die beiden besten Gruppenzweiten der Vierergruppen, konnten dagegen zur WM fahren.
Da es in den Jahren zuvor immer wieder zu Ausschreitungen englischer Hooligans bei Europapokalspielen gekommen war, wurde England gezielt in eine Gruppe gelost, die auf Sardinien und Sizilien spielte. Dort trafen die Engländer auf Europameister Niederlande, Irland und Ägypten. Die ersten beiden Spiele gegen die Iren und die Niederländer endeten 1:1 bzw. 0:0, erst gegen die Nordafrikaner, die erstmals seit 1934 wieder qualifiziert waren, gelang ein Sieg (1:0). Im Achtelfinale musste England dann in die Verlängerung gegen Belgien, in der David Platt in der 119. Minute der 1:0-Siegtreffer gelang. Auch gegen die Kameruner, die als erste afrikanische Mannschaft ein WM-Viertelfinale erreicht hatten, musste England in die Verlängerung, die Lineker erst durch einen verwandelten Elfmeter in der 83. Minute gesichert hatte. Auch dort war ein Elfmeter notwendig, um das Halbfinale zu erreichen. Da auch im Halbfinale gegen Deutschland keine Entscheidung in der regulären Spielzeit gelang, wurde England die erste Mannschaft, die in drei aufeinanderfolgenden WM-Spielen in die Verlängerung musste. Und waren es im Viertelfinale die Elfmeter, die England weiterbrachten, wurde das Elfmeterschießen gegen Deutschland der Beginn einer Leidensgeschichte. Obwohl Torhüter Peter Shilton bei allen deutschen Schützen die Ecke ahnte, konnte er keinen Schuss halten, zwei seiner Mitspieler konnten dagegen nicht verwandeln, so dass England das Elfmeterschießen verlor. Das anschließende Spiel gegen Italien um Platz 3 brachte dann die einzige Niederlage für England bei dieser WM und auch wenn dies bis heute die beste Platzierung nach dem WM-Titel von 1966 blieb, endete mit dem Spiel gegen Italien die Amtszeit von Bobby Robson.

### 1994 in den Vereinigten Staaten
Für die WM in den USA konnte sich England unter dem neuen Nationaltrainer Graham Taylor nicht qualifizieren. In einer Sechsergruppe mussten die Engländer überraschend Norwegen und den Niederlanden den Vortritt lassen und konnten lediglich Polen, die Türkei und San Marino hinter sich lassen. Dabei gelang Davide Gualtieri aus San Marino im Heimspiel gegen England bereits nach neun Sekunden der Führungstreffer für den Außenseiter. Zwar gewann England noch mit 7:1, da aber im Parallelspiel die Niederländer 3:1 in Polen gewannen, war der Sieg Makulatur. Für Taylor war damit die Amtszeit als Nationaltrainer beendet und er wurde von Terry Venables abgelöst, der aber 1996 nach dem Aus im Halbfinale der Heim-EM aufgrund seiner Geschäftsaktivitäten entlassen wurde.

### 1998 in Frankreich
Nach der verpassten WM-Endrunde von 1994 konnte sich England unter Glenn Hoddle wieder für die Endrunde 1998 qualifizieren. Dabei wurden in der Qualifikation Italien, das sich ebenfalls qualifizierte, Polen, Georgien und Moldawien hinter sich gelassen und nur das Heimspiel gegen Italien mit 0:1 verloren. In Frankreich wurde zunächst Tunesien mit 2:0 besiegt, gegen Rumänien 1:2 verloren und im entscheidenden Spiel Kolumbien mit 2:0 besiegt, wodurch England als Gruppenzweiter das Achtelfinale erreichte. Hier wurde zum einen ein weiteres Kapitel der argentinisch-englischen Rivalität und zum anderen der englischen Leidensgeschichte im Elfmeterschießen geschrieben. In einem überaus harten Spiel mit sechs gelben Karten erhielt David Beckham in der 47. Minute die Rote Karte und beide Tore zum zwischenzeitlichen 1:1 waren durch Elfmeter gefallen. Nachdem es zur Halbzeit 2:2 stand, gelangen beiden Mannschaften in der zweiten Halbzeit und der Verlängerung keine Tore mehr, so dass das Elfmeterschießen entscheiden musste. Während David Seaman nur einen Elfmeter halten konnte, war der argentinische Torhüter Carlos Roa zweimal erfolgreich.

### 2002 in Südkorea und Japan

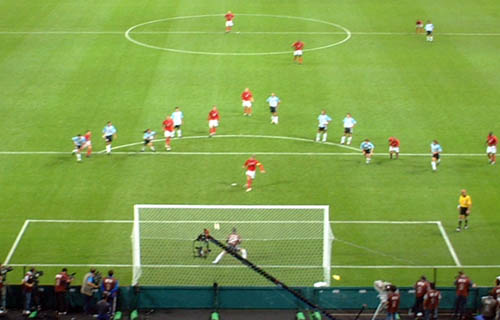
David Beckham beim Strafstoß zum 1:0 gegen Argentinien

Für die erste WM-Endrunde in Asien konnte sich England unter Sven-Göran Eriksson, dem ersten ausländischen Nationaltrainer, qualifizieren. Dieser hatte erst in der laufenden Qualifikation das Amt übernommen, nachdem England das Heimspiel gegen Deutschland verloren hatte, das gleichzeitig das letzte Spiel im alten Wembley-Stadion war. Durch einen 5:1-Sieg im Rückspiel in München konnten sich die Engländer dann revanchieren und die direkte Qualifikation durch ein 2:2 im letzten Gruppenspiel gegen Griechenland perfekt machen. Deutschland, das im Parallelspiel nur 0:0 gegen Finnland spielte, musste bei Punktgleichheit, aber schlechterer Punktdifferenz den Umweg über die Relegation gegen die Ukraine nehmen. In Japan trafen die nicht gesetzten Engländer auf die Landsleute ihres schwedischen Trainers und beiden genügte ein 1:1, denn in den folgenden Spielen gegen Argentinien und Nigeria reichten beiden ein knapper Sieg und ein Remis, um in das Achtelfinale zu kommen. Dort konnte sich England mit 3:0 gegen Dänemark durchsetzen und traf dann im Viertelfinale auf Vize-Weltmeister Brasilien. Durch einen Torwartfehler von David Seaman verlor England mit 1:2 und Brasilien konnte zum vierten Mal nach einem WM-Spiel gegen England anschließend den Titel gewinnen.

### 2006 in Deutschland

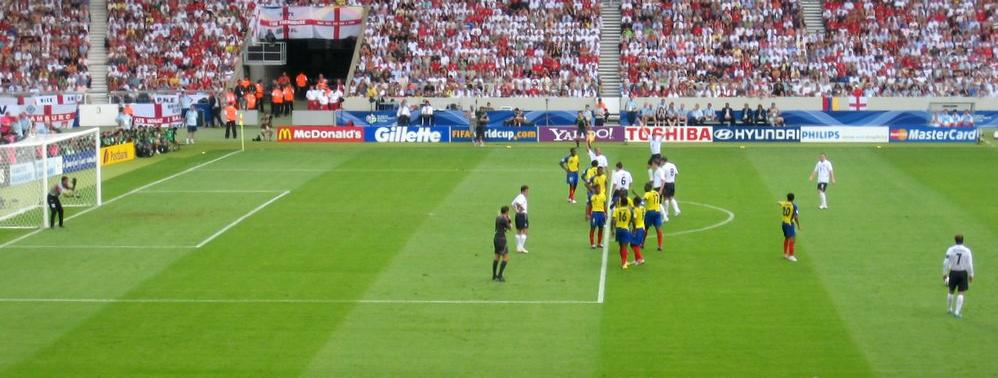
David Beckham vor der Verwandlung eines Freistoßes zum 1:0 gegen Ecuador

Für die zweite WM in Deutschland musste sich England, das in der Qualifikation für die erste WM in Deutschland an Polen gescheitert war, wieder mit Polen auseinandersetzen. Durch acht Siege – u. a. ein 2:1 gegen Polen im letzten Spiel –, ein Remis und eine Niederlage qualifizierte sich England, aber auch Polen war als einer der besten Gruppenzweiten direkt qualifiziert. Österreich, Nordirland, Wales und Aserbaidschan waren nur Punktelieferanten. In Deutschland spielte England wenig überzeugend. Das 1:0 gegen Paraguay wurde durch ein Eigentor erreicht, gegen WM-Neuling Trinidad & Tobago musste bis zur 83. Minute gewartet werden, eher Peter Crouch durch einen unfairen Einsatz das 1:0 gelang. In der Nachspielzeit wurde dann noch das 2:0 nachgelegt. Im letzten Gruppenspiel, erneut gegen die Landsleute ihres schwedischen Trainers, reichte beiden dann ein 2:2, um das Achtelfinale zu erreichen. Durch ein Freistoßtor von David Beckham gelang dort der 1:0-Sieg gegen Ecuador und der Einzug ins Viertelfinale. Hier setzte sich das Aus der Engländer durch Elfmeterschießen fort, diesmal gegen Portugal, wobei es dem portugiesischen Torhüter Ricardo als erstem Torhüter gelang, drei Elfmeter bei einem WM-Elfmeterschießen zu halten. In der regulären Spielzeit und der Verlängerung war es beiden nicht gelungen, ein Tor zu erzielen. Mit dem Viertelfinalaus endete die Amtszeit von Sven-Göran Eriksson.

### 2010 in Südafrika

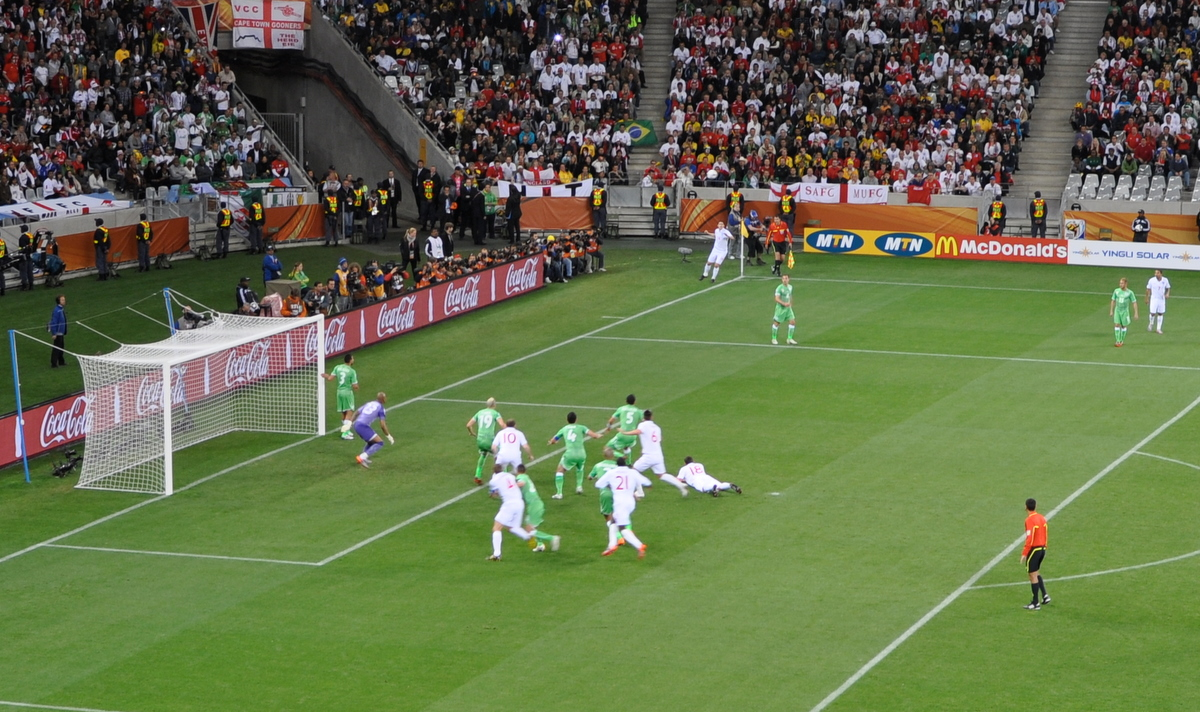
Eckball im Gruppenspiel gegen Algerien

Die Qualifikation zur ersten WM in Afrika ging England mit dem Italiener Fabio Capello an, der Steve McClaren nach der verpassten Qualifikation zur EM 2008 abgelöst hatte. Mit neun Siegen und nur einer Niederlage gegen die Ukraine, konnte England diese sowie Kroatien, Belarus, Kasachstan und Andorra hinter sich lassen. Nach einem 1:1 im ersten Gruppenspiel gegen die USA und einem 0:0 gegen Algerien reichte ein 1:0 gegen Slowenien, um als Gruppenzweiter ins Achtelfinale gegen Deutschland einzuziehen. Hier geriet England nach einem langen Abschlag des deutschen Torhüters Manuel Neuer, den Miroslav Klose ins Tor spitzeln konnte, bereits nach 20 Minuten in Rückstand und musste in der 32. Minute auch noch das 0:2 hinnehmen. Zwar gelang Verteidiger Matthew Upson fünf Minuten später der Anschlusstreffer, ein Tor von Frank Lampard wurde aber nicht anerkannt. In den Medien wurde später von „Rache für Wembley“ und „Wembley-Reloaded“ gesprochen. Als England in der zweiten Halbzeit auf den Ausgleich drängte, nutzte die deutsche Mannschaft dies um durch zwei Konter auf 4:1 zu erhöhen und erzielte damit ihren höchsten Sieg gegen England.

### 2014 in Brasilien

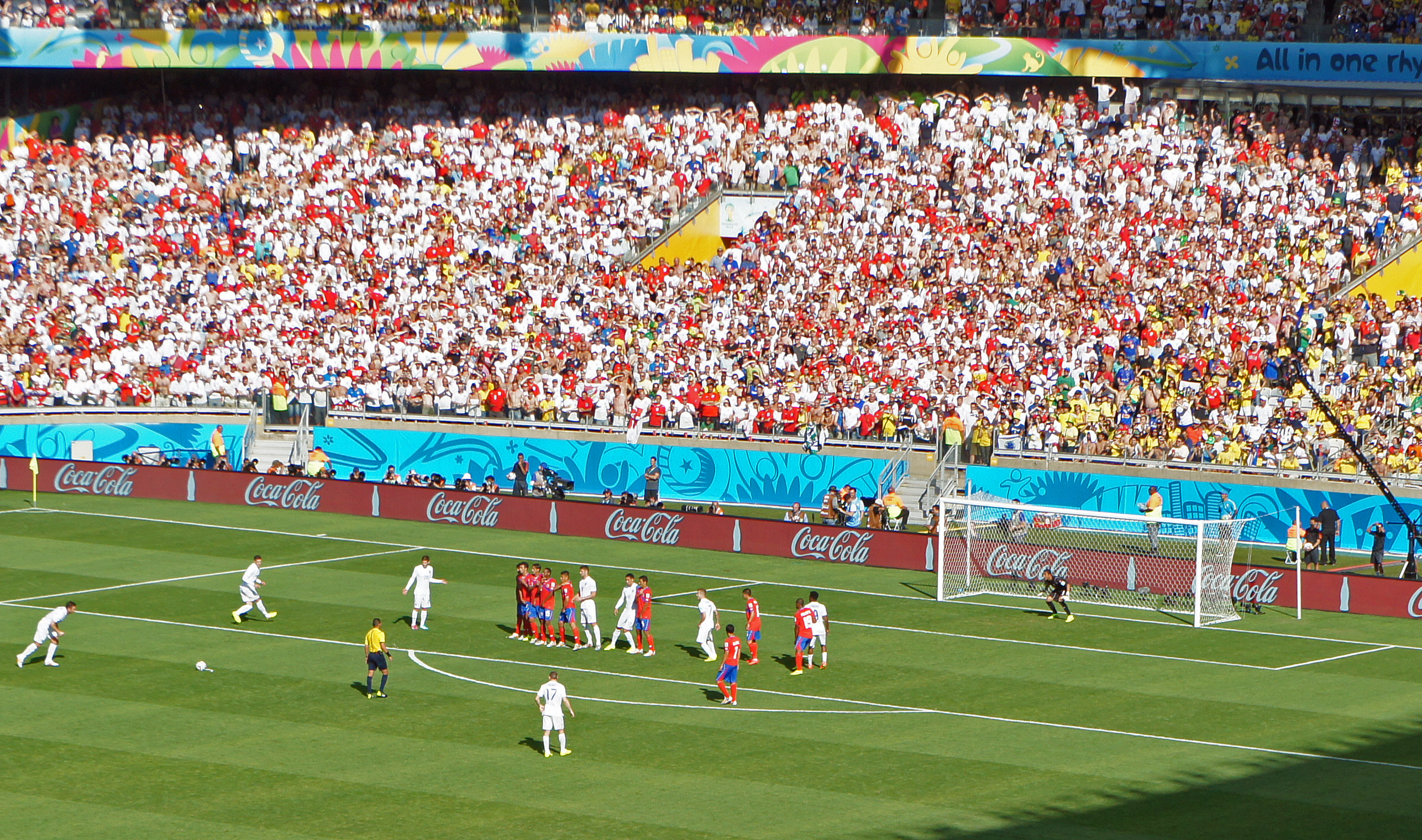
Freistoßszene aus dem Spiel gegen Costa Rica

In die Qualifikation für die zweite WM in Brasilien ging England mit Roy Hodgson, der Fabio Capello nach einem Streit mit der FA vor der EM 2012 gefolgt war. Wieder war die Ukraine einer der Qualifikationsgegner. Weitere Gegner waren Montenegro, mal wieder Polen, Moldawien und San Marino. Mit sechs Siegen und vier Remis gelang letztlich souverän die Qualifikation. Die Auslosung für die WM-Endrunde bescherte England mit Italien und Uruguay zwei weitere Ex-Weltmeister, so dass erstmals bei einer WM drei ehemalige Weltmeister in einer Vorrundengruppe aufeinander trafen. Die mittelamerikanische Mannschaft aus Costa Rica wurde nur als Punktelieferant betrachtet. Diese setzte sich aber als Gruppensieger durch, während England nach Niederlagen gegen Italien und Uruguay (jeweils 1:2) bereits nach zwei Spielen ausgeschieden war. Das abschließende 0:0 gegen Costa Rica war nur noch von statistischem Wert.

### 2018 in Russland
In die Qualifikation für die WM in Russland ging England mit Sam Allardyce als neuer Nationalmannschaftsmanager, der Roy Hodgson nach dem Achtelfinalaus bei der EM 2016 beerbt hatte. Unter ihm wurde das erste Qualifikationsspiel gegen die Slowakei in Trnava mit 1:0 gewonnen. Nach einem durch Journalisten des Daily Telegraph inszenierten Treffen mit vermeintlichen Investoren aus Fernost, bei denen er diesen Tipps zum Umgehen von Transferregeln der Football Association (FA) gab, sich über seinen Vorgänger Roy Hodgson lustig machte, Nationalspieler verunglimpfte und den Verband als „dumm“ bezeichnete sowie mit den angeblichen Investoren einen Beratervertrag über 400.000 Pfund unterschrieben haben soll, wurde er vom Verband nach nur 68 Tagen entlassen. Den Managerposten übernahm daraufhin interimsweise Gareth Southgate, Cheftrainer der englischen U-21 Nationalmannschaft. Unter ihm wurde Malta mit 2:0 besiegt, in Slowenien ein 0:0 erreicht und Schottland mit 3:0 bezwungen. Ende November wurde er dann Chefcoach der Three Lions. England gab dann nur noch beim 2:2 in Schottland einen Punkt ab und qualifizierte sich am vorletzten Spieltag vorzeitig für die WM-Endrunde. Dabei kassierten die Engländer zusammen mit Spanien die wenigsten Gegentore (3), schossen aber nur halb so viele Tore wie die Iberer. Dabei waren die Engländer Meister der späten Tore, von denen fünf in der Nachspielzeit fielen, zwei die 1:0-Siegtreffer waren und eines für den 2:2-Endstand sorgte.
In die Qualifikation gingen die Engländer noch mit Wayne Rooney als Kapitän, der aber nur in den ersten vier Spielen zum Einsatz kam und am 23. August 2017 seinen Rücktritt aus dem Nationalteam bekannt gab, nachdem er in zwei Qualifikationsspielen und drei Freundschaftsspielen nicht berücksichtigt wurde.
Bei der Endrunde starteten sie mit einem 2:1 gegen Tunesien, wobei Kapitän Harry Kane – jüngster englischer WM-Kapitän – beide Tore erzielte, das zweite aber erst in der Nachspielzeit. Gegen WM-Neuling Panama folgte mit 6:1 der höchste Sieg Englands in einem WM-Spiel. Dabei erzielte Kane zwei weitere Tore per Elfmeter und ein drittes Tor wurde ihm zugesprochen, da er den Schuss eines Mitspielers ins gegnerische Tor abfälschte. Da auch Belgien, Gegner im letzten Gruppenspiel, gegen beide gewann, waren Belgien und England schon vor dem Finale um den Gruppensieg für die K.-o.-Runde qualifiziert und so setzten beide Trainer einige Reservisten ein. Belgien konnte das Spiel aber gewinnen, was bedeutete, dass England zwar im Achtelfinale gegen einen Gruppensieger spielen musste, danach aber auf dem Papier leichtere Gegner warteten. Gegner im Achtelfinale war dann Kolumbien. Nach einer torlosen ersten Halbzeit brachte Kane seine Mannschaft in der 57. Minute durch sein sechstes Turniertor wiederum per Elfmeter in Führung. Diese konnten sie bis in die dritte Minute der Nachspielzeit verteidigen, mussten dann aber den Ausgleich hinnehmen. Da die Verlängerung torlos blieb, kam es zum Elfmeterschießen. Weil England in der Vergangenheit in dieser Disziplin zumeist versagt hatte, hatte Nationalcoach Southgate, der im EM-Halbfinale 1996 einen Elfmeter verschossen hatte, seine Mannschaft gezielt darauf vorbereitet. Und damit hatte er Erfolg, denn erstmals konnte England ein WM-Elfmeterschießen gewinnen und ins Viertelfinale einziehen. Hier trafen sie auf Schweden, dass in einer Gruppen mit Titelverteidiger Deutschland den ersten Platz belegt und im Achtelfinale die Schweiz ausgeschaltet hatte. Mit 2:0 behielt England die Oberhand und stand erstmals seit 1990 wieder im Halbfinale. Hier trafen sie auf Kroatien, das im Achtel- und Viertelfinale jeweils im Elfmeterschießen Dänemark und Gastgeber Russland ausgeschaltet hatte. England war eine Stunde lang die dominierende Mannschaft und ging bereits in der 5. Minute durch einen von Kieran Trippier direkt verwandelten Freistoß in Führung. Nach 60 Minuten kamen die Kroaten aber besser ins Spiel und erzielten in der 68. Minute den Ausgleich. Weil beiden dann kein weiteres Tor gelang, kam es zur Verlängerung, in der zunächst England wieder die Initiative übernahm, ohne die Entscheidung herbeiführen zu können. In der zweiten Halbzeit der Verlängerung gelang dann den Kroaten der Siegtreffer. Damit blieb für England wie 1990 nur das Spiel um Platz 3, in dem sie erneut auf Belgien trafen. Während die Belgier in Bestbesetzung antraten, ließ Southgate wieder einige Reservisten spielen. Bereits in der vierten Minute gerieten sie in Rückstand und konnten diesen nicht wettmachen. Stattdessen konnten die Belgier nach einem Konter noch ein weiteres Tor nachlegen. So blieb für England wie 1990 „nur“ der vierte Platz.

### 2022 in Katar
In der Qualifikation waren Polen, Ungarn, Albanien, Andorra und San Marino die Gegner. Gegen Polen gab es zuvor in 19 Spielen elf Siege, sieben Remis und eine Niederlage, die aber dafür sorgte, dass die Polen statt der Engländer zur WM 1974 fuhren. Alle – außer den ersten beiden Spielen 1966 – waren Pflichtspiele. Gegen Ungarn gab es zuvor in 22 Spielen 15 Siege, zwei Remis und fünf Niederlagen, darunter aber mit 1:7 die höchste, die erste Heimniederlage gegen eine nichtbritische Mannschaft und eine bei der WM 1962. Je zwei EM- und WM-Qualifikationsspiele wurden gewonnen. Gegen Albanien und Andorra gab es zuvor je vier Siege in den Qualifikationen für die Weltmeisterschaften 1990 und 2002 bzw. zur EM 2008 und WM 2010. San Marino wurde zuvor viermal in WM- und zweimal in EM-Qualifikationsspielen bezwungen.
Die Engländer starteten im März 2021 mit einem 5:0-Heimsieg gegen San Marino, einem 2:0-Sieg in Albanien und mit einem 2:1-Sieg gegen Polen. Im September folgten dann zwei 4:0-Siege in Ungarn und gegen Andorra sowie ein 1:1 in Polen. Im Oktober gewannen sie in Andorra mit 5:0, spielten daheim aber nur 1:1 gegen Ungarn. Durch ein 5:0 gegen Albanien im vorletzten Spiel waren sie punktgleich mit Polen, hatten dabei aber die bessere Tordifferenz. Beiden war mindestens Platz 2 sicher. Am letzten Spieltag sicherten sich die Three Lions den Gruppensieg in San Marino mit einem 10:0-Sieg, während Polen ohne den geschonten Robert Lewandowski daheim mit 1:2 gegen Ungarn verlor.
Bei der Endrunde trafen die Engländer erstmals auf den Iran und gewannen mit 6:2. Nach einem torlosen Remis die USA gewannen sie mit 3:0 gegen Wales, das sich gegen die Ukraine im Juni das letzte europäische WM-Ticket sicherte, da die Spiele wegen des völkerrechtswidrigen russischen Überfalls auf die Ukraine verschoben wurden. Dies war das erste WM-Spiel zwischen zwei britischen Männer-Mannschaften. Als Gruppensieger trafen sie im Achtelfinale erstmals auf den Senegal, in dessen Kader zehn Spieler von englischen Vereinen stehen, dessen Rekordtorschütze Sadio Mané sich aber kurz vor der WM verletzte. Die Partie endete mit einem 3:0-Sieg Englands, sodass sich die Mannschaft für das Viertelfinale qualifizierte. Dort trafen die Three Lions auf Titelverteidiger Frankreich und schieden aufgrund eines verschossenen Elfmeters von Harry Kane mit einer 1:2-Niederlage aus dem Turnier aus.

### 2026 in Kanada, Mexiko und USA
In der Qualifikation treffen die Engländer ab März 2025 unter dem neuen Nationaltrainer Thomas Tuchel auf Serbien, Albanien, erstmals Lettland und Andorra. Gegen die Gegner, gegen die bereits gespielt wurde, gab es bisher nur Siege.

## Spieler

### Rangliste der englischen WM-Spieler mit den meisten Einsätzen
01. Peter Shilton – 17 bei 3 Turnieren
02. Ashley Cole, Bobby Charlton, Bobby Moore und Terry Butcher – je 14 bei 3 bzw. 4 (Charlton) Turnieren
06. David Beckham – 13 bei 3 Turnieren
07. Steven Gerrard, Gary Lineker, Harry Maguire, Michael Owen, Jordan Pickford, Raheem Sterling und John Stones – je 12 bei 3 (Gerrard, Owen, Sterling) bzw. 2 Turnieren
14. Jordan Henderson, Harry Kane, Marcus Rashford und Chris Waddle – 11 bei 2 bzw. 3 (Henderson) Turnieren
18. Sol Campbell, Rio Ferdinand, Frank Lampard, Ray Wilson und Billy Wright – je 10 bei 3 bzw. 2 (Ferdinand und Wilson) Turnieren

### Rangliste der englischen WM-Spieler mit den meisten Toren
- Stand: 10. Dezember 2022

1. Gary Lineker – 10 Tore
2. Harry Kane – 8 Tore
3. Geoff Hurst – 5 Tore
4. Bobby Charlton und Michael Owen – je 4 Tore

### WM-Kapitäne
- 1950, 1954, 1958: Billy Wright
- 1962: Johnny Haynes
- 1966, 1970: Bobby Moore
- 1982: Mick Mills
- 1986: Bryan Robson (1. und 2. Spiel), Peter Shilton (3. bis 5. Spiel)
- 1990: Bryan Robson (1. und 2. Spiel), Peter Shilton (3. Spiel und Spiel um Platz 3), Terry Butcher (Achtel-, Viertel- und Halbfinale)
- 1998: Alan Shearer
- 2002, 2006: David Beckham
- 2010, 2014: Steven Gerrard, Frank Lampard (3. Gruppenspiel 2014)
- 2018: Harry Kane, Eric Dier (3. Gruppenspiel)
- 2022: Harry Kane

Anmerkung: Billy Wright ist der erste Spieler, der bei 3 WM-Endrunden Kapitän war.

### Anteil der im Ausland spielenden Spieler im WM-Kader
England setzte erstmals 1962 einen „Legionär“ ein, danach aber auch nur wenige, wobei die meisten in Schottland spielten.
| Jahr (Spiele) | Anzahl (Länder)                      | Spieler (Einsätze)                                                                        |
| ------------- | ------------------------------------ | ----------------------------------------------------------------------------------------- |
| 1950–1958     | 0                                    |                                                                                           |
| 1962 (4)      | 1 (Italien)                          | Gerry Hitchens (2)                                                                        |
| 1966–1970     | 0                                    |                                                                                           |
| 1982 (5)      | 1 (Deutschland)                      | Tony Woodcock (2)                                                                         |
| 1986 (5)      | 2 (Italien)                          | Mark Hateley (3), Ray Wilkins (2)                                                         |
| 1990 (7)      | 5 (4 in Schottland, 1 in Frankreich) | Terry Butcher (5), Trevor Steven (3), Gary Stevens (2), Chris Woods (0); Chris Waddle (7) |
| 1998 (4)      | 0                                    |                                                                                           |
| 2002 (5)      | 1 (Deutschland)                      | Owen Hargreaves (2)                                                                       |
| 2006 (5)      | 2 (1 in Spanien, 1 in Deutschland)   | David Beckham (5), Owen Hargreaves (4)                                                    |
| 2010 (4)      | 0                                    |                                                                                           |
| 2014 (3)      | 1 (Schottland)                       | Fraser Forster (0)                                                                        |
| 2018 (7)      | 0                                    |                                                                                           |
| 2022 (5)      | 1 (Deutschland)                      | Jude Bellingham (5)                                                                       |

### Bei Weltmeisterschaften gesperrte Spieler
- 1986: Ray Wilkins erhielt im zweiten Gruppenspiel gegen Marokko als erster Engländer die rote Karte, weil er mit einer Schiedsrichterentscheidung nicht einverstanden war, den Ball in Richtung Schiedsrichter warf und diesen dabei traf. Er wurde für zwei Spiele gesperrt und kam durch das Viertelfinalaus nicht mehr zum Einsatz. Terry Fenwick hatte in der Vorrunde zwei gelbe Karten erhalten und war für das Achtelfinale gegen Paraguay gesperrt. Im Viertelfinale erhielt er dann als erster Engländer die dritte gelbe Karte.
- 1990: Paul Gascoigne erhielt im Halbfinale gegen Deutschland die zweite gelbe Karte und war für das Spiel um Platz 3 gegen Italien gesperrt.
- 1998: Im Achtelfinale gegen Argentinien erhielt David Beckham wegen einer Tätlichkeit die rote Karte, die aufgrund des Ausscheidens keinen weiteren Effekt hatte.
- 2006: Im Viertelfinale gegen Portugal erhielt Wayne Rooney die rote Karte. Da England ausschied, hatte sie ebenso wie die zweiten gelben Karten für John Terry und Owen Hargreaves keinen weiteren Einfluss auf das Turnier. Rooney wurde aber für zwei EM-Qualifikationsspiele gesperrt.
- 2010: Jamie Carragher hatte im zweiten Gruppenspiel gegen Algerien die zweite gelbe Karte erhalten und war für das letzte Gruppenspiel gegen Slowenien gesperrt. Im Achtelfinale gegen Deutschland erhielt Glen Johnson die zweite gelbe Karte und wäre für das Viertelfinale gesperrt gewesen.

## Spiele
England bestritt bisher 74 WM-Spiele, davon wurden 32 gewonnen, 22 endeten remis und 20 wurden verloren. Zehn Spiele mussten verlängert werden, davon wurden je drei gewonnen oder im Elfmeterschießen verloren, zwei verloren sowie je eins im Elfmeterschießen gewonnen oder ohne Entscheidung und weiteren Effekt in der Gruppenphase 1954 beendet. England und Deutschland spielten bei Weltmeisterschaften am häufigsten (sechsmal) gegen den späteren Weltmeister (England: 1958, 1962, 1970 und 2002 gegen Brasilien, 1986 gegen Argentinien, 1990 gegen Deutschland). England hatte bisher sechs Heimspiele und spielte dreimal gegen den Gastgeber: 1954/Schweiz/Vorrunde, 1982/Spanien/Zwischenrunde und 1990/Italien/Spiel um Platz 3. England spielte zweimal gegen den Titelverteidiger: 1954/Uruguay, 1962/Brasilien und 2022/Frankreich (alle verloren). 2022 spielten mit England und Wales erstmals zwei britische Männermannschaften bei der WM gegeneinander.
England traf siebenmal auf WM-Neulinge: 1958/Sowjetunion, 1962/Bulgarien, 1966/Portugal, 1982/Kuwait, 1990/Irland, 2006/Trinidad&Tobago sowie Panama/2018.
England spielte bisher in 48 WM-Städten, am häufigsten (6×) in London.
Häufigste Gegner sind Argentinien und Deutschland (je 5-mal), Belgien (4-mal, davon 2-mal bei der WM 2018) und Brasilien (4-mal, kein Sieg).

### Alle WM-Spiele
| Nr. | Datum             | Ergebnis             | Gegner              |   | Austragungsort          | Anlass                                       | Bemerkung |
| --- | ----------------- | -------------------- | ------------------- | - | ----------------------- | -------------------------------------------- | --- |
| 1   | 25. Juni 1950     | 2:0                  | Chile               | * | Rio de Janeiro (BRA)    | Vorrunde                                     | Erstes Länderspiel außerhalb Europas Erstes Länderspiel auf neutralem Platz Erstes Länderspiel gegen eine nichteuropäische Mannschaft Erstes Länderspiel gegen Chile |
| 2   | 29. Juni 1950     | 0:1                  | Vereinigte Staaten  | * | Belo Horizonte (BRA)    | Vorrunde                                     | Erstes Länderspiel gegen die Vereinigten Staaten |
| 3   | 2. Juli 1950      | 0:1                  | Spanien             | * | Rio de Janeiro (BRA)    | Vorrunde                                     | |
| 4   | 17. Juni 1954     | 4:4 n. V.            | Belgien             | * | Basel (CHE)             | Vorrunde                                     | Torreichstes Unentschieden nach Verlängerung |
| 5   | 20. Juni 1954     | 2:0                  | Schweiz             | A | Bern (CHE)              | Vorrunde                                     | |
| 6   | 26. Juni 1954     | 2:4                  | Uruguay             | * | Basel (CHE)             | Viertelfinale                                | |
| 7   | 8. Juni 1958      | 2:2                  | Sowjetunion         | * | Göteborg (SWE)          | Vorrunde                                     | |
| 8   | 11. Juni 1958     | 0:0                  | Brasilien           | * | Göteborg (SWE)          | Vorrunde                                     | Allererstes torloses WM-Spiel |
| 9   | 15. Juni 1958     | 2:2                  | Österreich          | * | Borås (SWE)             | Vorrunde                                     | |
| 10  | 17. Juni 1958     | 0:1                  | Sowjetunion         | * | Göteborg (SWE)          | Entscheidungsspiel um den Viertelfinaleinzug | |
| 11  | 31. Mai 1962      | 1:2                  | Ungarn              | * | Rancagua (CHL)          | Vorrunde                                     | |
| 12  | 2. Juni 1962      | 3:1                  | Argentinien         | * | Rancagua (CHL)          | Vorrunde                                     | |
| 13  | 7. Juni 1962      | 0:0                  | Bulgarien           | * | Rancagua (CHL)          | Vorrunde                                     | Erstes Länderspiel gegen Bulgarien |
| 14  | 10. Juni 1962     | 1:3                  | Brasilien           | * | Viña del Mar (CHL)      | Viertelfinale                                | |
| 15  | 11. Juli 1966     | 0:0                  | Uruguay             | H | London                  | Vorrunde (Eröffnungsspiel)                   | |
| 16  | 16. Juli 1966     | 2:0                  | Mexiko              | H | London                  | Vorrunde                                     | |
| 17  | 20. Juli 1966     | 2:0                  | Frankreich          | H | London                  | Vorrunde                                     | |
| 18  | 23. Juli 1966     | 1:0                  | Argentinien         | H | London                  | Viertelfinale                                | |
| 19  | 26. Juli 1966     | 2:1                  | Portugal            | H | London                  | Halbfinale                                   | |
| 20  | 30. Juli 1966     | 4:2 n. V.            | BRD                 | H | London                  | Finale                                       | Wembley-Tor |
| 21  | 2. Juni 1970      | 1:0                  | Rumänien            | * | Guadalajara (MEX)       | Vorrunde                                     | |
| 22  | 7. Juni 1970      | 0:1                  | Brasilien           | * | Guadalajara (MEX)       | Vorrunde                                     | |
| 23  | 11. Juni 1970     | 1:0                  | Tschechoslowakei    | * | Guadalajara (MEX)       | Vorrunde                                     | |
| 24  | 14. Juni 1970     | 2:3 n. V.            | BRD                 | * | León (MEX)              | Viertelfinale                                | Bobby Charlton wird mit seinem 106. und letzten Länderspiel Weltrekordhalter (bis 14. Juni 1973)                                                                     |
| 25  | 16. Juni 1982     | 3:1                  | Frankreich          | * | Bilbao (ESP)            | 1. Finalrunde                                | |
| 26  | 20. Juni 1982     | 2:0                  | Tschechoslowakei    | * | Bilbao (ESP)            | 1. Finalrunde                                | |
| 27  | 25. Juni 1982     | 1:0                  | Kuwait              | * | Bilbao (ESP)            | 1. Finalrunde                                | Erstes Länderspiel gegen Kuwait Erstes Länderspiel gegen eine asiatische Mannschaft                                                                                  |
| 28  | 29. Juni 1982     | 0:0                  | BRD                 | * | Madrid (ESP)            | 2. Finalrunde                                | |
| 29  | 5. Juli 1982      | 0:0                  | Spanien             | A | Madrid (ESP)            | 2. Finalrunde                                | Letztes Spiel unter Ron Greenwood |
| 30  | 3. Juni 1986      | 0:1                  | Portugal            | * | Monterrey (MEX)         | Vorrunde                                     | |
| 31  | 6. Juni 1986      | 0:0                  | Marokko             | * | Monterrey (MEX)         | Vorrunde                                     | Erstes Länderspiel gegen Marokko |
| 32  | 11. Juni 1986     | 3:0                  | Polen               | * | Monterrey (MEX)         | Vorrunde                                     | |
| 33  | 18. Juni 1986     | 3:0                  | Paraguay            | * | Mexiko-Stadt (MEX)      | Achtelfinale                                 | Erstes Länderspiel gegen Paraguay |
| 34  | 22. Juni 1986     | 1:2                  | Argentinien         | * | Mexiko-Stadt (MEX)      | Viertelfinale                                | Hand Gottes |
| 35  | 11. Juni 1990     | 1:1                  | Irland              | * | Cagliari (ITA)          | Vorrunde                                     | |
| 36  | 16. Juni 1990     | 0:0                  | Niederlande         | * | Cagliari (ITA)          | Vorrunde                                     | |
| 37  | 21. Juni 1990     | 1:0                  | Ägypten             | * | Cagliari (ITA)          | Vorrunde                                     | |
| 38  | 26. Juni 1990     | 1:0 n. V.            | Belgien             | * | Bologna (ITA)           | Achtelfinale                                 | |
| 39  | 1. Juli 1990      | 3:2 n. V.            | Kamerun             | * | Neapel (ITA)            | Viertelfinale                                | Erstes Länderspiel gegen Kamerun |
| 40  | 4. Juli 1990      | 1:1 n. V., 3:4 i. E. | BRD                 | * | Turin (ITA)             | Halbfinale                                   | Erste Niederlage im Elfmeterschießen |
| 41  | 7. Juli 1990      | 1:2                  | Italien             | A | Bari (ITA)              | Spiel um den 3. Platz                        | 125. und letztes Länderspiel von Peter Shilton, letztes Spiel unter Sir Bobby Robson                                                                                 |
| 42  | 15. Juni 1998     | 2:0                  | Tunesien            | * | Marseille (FRA)         | Vorrunde                                     | |
| 43  | 22. Juni 1998     | 1:2                  | Rumänien            | * | Toulouse (FRA)          | Vorrunde                                     | |
| 44  | 26. Juni 1998     | 2:0                  | Kolumbien           | * | Lens (FRA)              | Vorrunde                                     | |
| 45  | 30. Juni 1998     | 2:2 n. V., 3:4 i. E. | Argentinien         | * | Saint-Étienne (FRA)     | Achtelfinale                                 | |
| 46  | 2. Juni 2002      | 1:1                  | Schweden            | * | Saitama (JPN)           | Vorrunde                                     | |
| 47  | 7. Juni 2002      | 1:0                  | Argentinien         | * | Sapporo (JPN)           | Vorrunde                                     | |
| 48  | 12. Juni 2002     | 0:0                  | Nigeria             | * | Osaka (JPN)             | Vorrunde                                     | |
| 49  | 15. Juni 2002     | 3:0                  | Dänemark            | * | Niigata (JPN)           | Achtelfinale                                 | |
| 50  | 21. Juni 2002     | 1:2                  | Brasilien           | * | Shizuoka (JPN)          | Viertelfinale                                | |
| 51  | 10. Juni 2006     | 1:0                  | Paraguay            | * | Frankfurt am Main (DEU) | Vorrunde                                     | |
| 52  | 15. Juni 2006     | 2:0                  | Trinidad und Tobago | * | Nürnberg (DEU)          | Vorrunde                                     | Erstes Länderspiel gegen Trinidad & Tobago |
| 53  | 20. Juni 2006     | 2:2                  | Schweden            | * | Köln (DEU)              | Vorrunde                                     | |
| 54  | 25. Juni 2006     | 1:0                  | Ecuador             | * | Stuttgart (DEU)         | Achtelfinale                                 | |
| 55  | 1. Juli 2006      | 0:0 n. V., 1:3 i. E. | Portugal            | * | Gelsenkirchen (DEU)     | Viertelfinale                                | Letztes Spiel unter Sven-Göran Eriksson |
| 56  | 12. Juni 2010     | 1:1                  | Vereinigte Staaten  | * | Rustenburg (ZAF)        | Vorrunde                                     | |
| 57  | 18. Juni 2010     | 0:0                  | Algerien            | * | Kapstadt (ZAF)          | Vorrunde                                     | Erstes Länderspiel gegen Algerien |
| 58  | 23. Juni 2010     | 1:0                  | Slowenien           | * | Port Elizabeth (ZAF)    | Vorrunde                                     | |
| 59  | 27. Juni 2010     | 1:4                  | Deutschland         | * | Bloemfontein (ZAF)      | Achtelfinale                                 | Höchste Niederlage in einem WM-Spiel Höchste Niederlage gegen Deutschland „Wembley-Reloaded“                                                                         |
| 60  | 14. Juni 2014     | 1:2                  | Italien             | * | Manaus (BRA)            | Vorrunde                                     | |
| 61  | 19. Juni 2014     | 1:2                  | Uruguay             | * | São Paulo (BRA)         | Vorrunde                                     | |
| 62  | 24. Juni 2014     | 0:0                  | Costa Rica          | * | Belo Horizonte (BRA)    | Vorrunde                                     | Erstes Länderspiel gegen Costa Rica |
| 63  | 18. Juni 2018     | 2:1                  | Tunesien            | * | Wolgograd (RUS)         | Vorrunde                                     | |
| 64  | 24. Juni 2018     | 6:1                  | Panama              | * | Nischni Nowgorod (RUS)  | Vorrunde                                     | Erstes Spiel gegen Panama, höchster Sieg bei einer WM |
| 65  | 28. Juni 2018     | 0:1                  | Belgien             | * | Kaliningrad (RUS)       | Vorrunde                                     | |
| 66  | 3. Juli 2018      | 1:1 n. V., 4:3 i. E. | Kolumbien           | * | Moskau (RUS)            | Achtelfinale                                 | |
| 67  | 7. Juli 2018      | 2:0                  | Schweden            | * | Samara (RUS)            | Viertelfinale                                | |
| 68  | 11. Juli 2018     | 1:2 n. V.            | Kroatien            | * | Moskau (RUS)            | Halbfinale                                   | |
| 69  | 14. Juli 2018     | 0:2                  | Belgien             | * | Sankt Petersburg (RUS)  | Spiel um Platz 3                             | Höchste Niederlage gegen Belgien |
| 70  | 21. November 2022 | 6:2                  | Iran                | * | ar-Rayyan (QAT)         | Vorrunde                                     | Erstes Spiel gegen den Iran |
| 71  | 25. November 2022 | 0:0                  | Vereinigte Staaten  | * | al-Chaur (QAT)          | Vorrunde                                     | |
| 72  | 29. November 2022 | 3:0                  | Wales               | * | ar-Rayyan (QAT)         | Vorrunde                                     | Erstes WM-Spiel zwischen zwei britischen Männermannschaften |
| 73  | 4. Dezember 2022  | 3:0                  | Senegal             | * | al-Chaur (QAT)          | Achtelfinale                                 | Erstes Spiel gegen den Senegal |
| 74  | 10. Dezember 2022 | 1:2                  | Frankreich          | * | al-Chaur (QAT)          | Viertelfinale                                | Harry Kane stellt mit seinem zweiten Turniertor den Landesrekord von Wayne Rooney (53 Tore) ein.                                                                     |

## Bilanz gegen die anderen Weltmeister bei Weltmeisterschaften
- Argentinien: 5 Spiele, 3 Siege, 1 Remis (im Elfmeterschießen verloren), 1 Niederlage; 8:5 Tore (3:4 i. E.)
- Deutschland: 5 Spiele (davon 1× Finale, 1× Halbfinale), 1 Sieg, 2 Remis (1 Niederlage n. E.), 2 Niederlagen; 8:10 Tore (3:4 i. E.)
- Brasilien: 4 Spiele, 1 Remis, 3 Niederlagen; 2:6 Tore
- Uruguay: 3 Spiele, 1 Remis, 2 Niederlagen; 3:6 Tore
- Frankreich: 3 Spiele, 2 Siege, 1 Niederlage; 6:3 Tore
- Spanien: 2 Spiele, 1 Remis, 1 Niederlage; 0:1 Tore
- Italien: 2 Spiele, 2 Niederlagen; 2:4 Tore

## Rekorde
- Die meisten Spiele ohne Gegentor: Peter Shilton (1982–1990) und Fabien Barthez (Frankreich, 1998–2006) je 10
- Die torreichsten Unentschieden: England – Belgien 4:4 n. V. (3:3, 2:1) (1954/Vorrunde), Kolumbien – Sowjetunion 4:4 (1962/Vorrunde)
- Einzige Weltmeister, die nur in einem Stadion spielten: England (1966 im Wembley-Stadion) und Uruguay (1930 im Estadio Centenario)
- Ein Engländer erzielte ein WM-Jubiläums-Tor: 1300. Tor – Gary Lineker, das Tor zum 3:0-Endstand gegen Paraguay am 18. Juni 1986
- Die meisten torlosen Spiele (11× 0:0, darunter das erste überhaupt am 11. Juni 1958 gegen Brasilien)[13]
- Zwei Engländer wurden Torschützenkönig: Gary Lineker (1986) und Harry Kane (2018), beide mit 6 Toren

### Negativrekorde
- Die zweitmeisten verlorenen Elfmeterschießen: England, Italien und die Niederlande (je 3 von 4)

## Höchste Siege und Niederlagen
Die englische Mannschaft erzielte ihre höchsten Siege gegen folgende Länder bei WM-Turnieren:
- Argentinien: Vorrunde 1962 – 3:1 (zudem ein Freundschaftsspiel, das ebenfalls 3:1 gewonnen wurde)
- Chile: Vorrunde 1950 – 2:0
- Iran: Vorrunde 2022 – 6:2 (bisher einziges Spiel)
- Kuwait: Vorrunde 1982 – 1:0 (bisher einziges Spiel)
- Panama: Vorrunde 2018 – 6:1 (erstes Spiel gegen Panama, höchster WM-Sieg)
- Senegal: Achtelfinale 2022 – 3:0 (bisher einziges Spiel)
- Tunesien: Vorrunde 1998 – 2:0 (erster Sieg)

Gegen folgende Länder kassierte die englische Mannschaft ihre höchsten Niederlagen bei WM-Turnieren:
- Argentinien: Viertelfinale 1986 – 1:2 (zudem noch ein 0:1 in einem Freundschaftsspiel)
- Belgien: Spiel um Platz 3 2018 – 0:2
- Deutschland: Achtelfinale 2010 – 1:4 (höchste englische WM-Niederlage)
- Uruguay: Viertelfinale 1954 – 2:4 (zudem noch ein 0:2 in einem Freundschaftsspiel)